# Edmund Jensen
Edmund Zeuthen Jensen (Edmund) (29. september 1861 i København – 12. februar 1950) var en dansk titulær professor, dr.med. i oftalmologi.
Han var søn af rodemester F.W. Jensen og hustru f. Nielsen og blev student fra Haderslev Læreres Skole 1878 og tog medicinsk eksamen 1885. Han var reservelæge ved Garnisonshospitalet 1885-86, i Hæren 1888-89, blev dr.med. 1890 og kommunelæge 1890-1901. Han var medudgiver af Medicinsk Aarsskrift fra 1896, havde øjenklinik i København fra 1897 og var overlæge ved Sankt Josephs Hospitals oftalmologiske afdeling.
Han var formand for Oftalmologisk Selskab, som han var med til at grundlægge, 1903-06. Han blev æresmedlem 1931. Han var Ridder af Dannebrog.
Jensen blev gift med Louise Thomsen (født 16. maj 18xx i København), datter af klokker H.C.F. Thomsen og hustru f. Bertelsen.
Parret boede privat i en præmieret villa på Kong Georgs Vej 41 på Frederiksberg, tegnet af arkitekten Anton Rosen.
Edmund Jensens børn og børnebørn blev også beskæftiget som øjenlæger: Carsten William Edmund (15. januar 1897 – 17. juli 1973) var leder af oftalmologisk afdeling på Frederiksberg Hospital, og hans søn, Jens Edmund (5. juni 1923 – 24. juni 2002), var ansat på Rigshospitalet og Københavns Universitet. Hans søn Carsten Anker Edmund (født 1947) er ligeledes på Rigshospitalet og Københavns Universitet.